# 風順堂区
風順堂区（ふうじゅんどうく、ポルトガル語: Freguesia de São Lourenço）は、マカオ特別行政区マカオ半島の南西部に位置する堂区の一つである。歴史的にはポルトガル植民地時代の初期から発展してきた区域で、行政機関や軍事施設、教会、歴史的建築物が多く集まり、マカオの政治・宗教・文化の中心の一部を形成してきた。
区域内には、マカオ政府総部、海事博物館、聖ローレンス教会（風順堂）、媽閣廟などがあり、観光資源にも恵まれている。現在でも多数の歴史建築が残され、マカオ歴史地区の構成部分としてユネスコ世界遺産にも含まれている。

## 歴史
風順堂区は、16世紀にポルトガル人がマカオに入植した当初から重要な区域であり、軍港・行政の中心として整備された。聖ローレンス教会（風順堂）は1560年代に創建され、船乗りたちの守護聖人である聖ローレンスに捧げられたことからこの名がついた。
マカオ総督官邸や兵営施設、官庁なども当区域に集中し、19世紀にはポルトガルの植民地行政の中心としてさらなる発展を遂げた。また、媽閣廟はこの区域の南端にあり、マカオという地名の由来とも言われる由緒ある廟宇である。
2005年には、風順堂区内の多くの歴史的建造物と街並みがマカオ歴史地区としてユネスコ世界文化遺産に登録された。